# Drepanogynis peyrierasi
Drepanogynis peyrierasi là một loài bướm đêm trong họ Geometridae.